# Obrium tanzaniensis
Obrium tanzaniensis es una especie de escarabajo longicornio del género Obrium, categorizada en la tribu Obriini, de la subfamilia Cerambycinae. Fue descrita por Adlbauer en 2017.

## Descripción
Mide 5-6 mm de longitud.

## Distribución
Se distribuye por Tanzania.